# Gothus teemo
Gothus teemo — вид крабів з родини Xanthidae. Описаний у 2024 році. Мешкає у Південно-Китайському морі.

## Етимологія
Gothus teemo названо на честь Тімо, ігрового персонажа у багатокористувацькій відеогрі League of Legends, чемпіона на бойовій арені. Невеликий розмір краба, коричневі смуги та щільне покриття щетинок порівняли з низьким зростом і пухнастою коричнево-білою шерстю персонажа, натхненного єнотом.  Це перший вид тварин, названий на честь персонажа League of Legends. 
Назва роду Gothus відноситься до гри го через схожість візерунків панцира та гранул із дошкою го та камінням. 

## Опис
Gothus teemo — невеликий вид краба. Усі відомі екземпляри менше 1 см у ширину панцира, з розміром голотипу 3,7 мм. Тіло від білого до коралово-рожевого кольору, з панциром, ногами та клішнями з симетричними смугами від коричневого до чорного. Передня частина зап'ястка червона, а пальці від коричневого до чорного.  
Панцир, вкритий дрібними круглими гранулами, у півтора рази довший за ширину і розділений на дві трикутні частки V-подібною виїмкою.  Тіло щільно вкрите короткими щетинками, що надає крабу пухнастий вигляд. 

## Поширення і середовище проживання
Відомо, що цей вид мешкає в ущелинах всередині неглибоких коралових рифів. Зразки були знайдені на острові Тритон на Парасельських островах і на рифі Міскіф на островах Спратлі, обидва в Південно-Китайському морі.